# Schizostachyum distans
Schizostachyum distans là một loài thực vật có hoa trong họ Hòa thảo. Loài này được (C.E.Parkinson) H.B.Naithani & Bennet miêu tả khoa học đầu tiên năm 1991.